# Carl Heinrich Schultz
Carl Heinrich Schultz (stavas ibland Karl), kallad Bipontinus ("från Zweibrücken"), född 30 juni 1805 i Zweibrücken, död 17 december 1867 i Deidesheim, var en tysk läkare och botaniker. Han var bror till Friedrich Wilhelm Schultz.
Schultz blev 1829 medicine doktor i München och praktiserade som läkare där. För sina fria politiska åsikter hölls han i fängelse 1832–1835 och började därunder ägna sig åt botanik. År 1836 blev han hospitalsföreståndare i Deidesheim och stiftade där det naturvetenskapliga sällskapet "Pollichia". Hans många skrifter, som finns strödda i tidskrifter, behandlar nästan uteslutande korgblommiga växter.
Auktorsnamnet Sch.Bip. kan användas för Carl Heinrich Schultz i samband med ett vetenskapligt namn inom botaniken; se Wikipediaartiklar som länkar till auktorsnamnet.